# لوبنیتسا (زایچار)
لوبنیتسا (به صربی: Lubnica) یک منطقهٔ مسکونی در صربستان است که در زایچار واقع شده‌است. لوبنیتسا ۱٬۰۵۲ نفر جمعیت دارد.